# Rüştü Kazım Yücelen
Rüştü Kazım Yücelen (* 1948 in Anamur, Provinz Mersin; † 2. Februar 2014 in Ankara) war ein türkischer Politiker, der 19 Jahre lang Abgeordneter der Großen Nationalversammlung sowie zeitweilig Minister war.

## Leben
Yücelen absolvierte nach dem Schulbesuch ein Studium der Wirtschaftswissenschaften an der Universität Istanbul und war danach als unabhängiger Buchhalter sowie für die Industrie- und Handelskammer und die Handwerkskammer tätig. Später war er Partner der Firma Yücelen Unternehmensberatung.
Seine politische Laufbahn begann er als Kandidat der von Turgut Özal gegründeten Mutterlandspartei (ANAP), als er bei der Parlamentswahl vom 6. November 1983 erstmals als Abgeordneter in die Große Nationalversammlung gewählt wurde und dieser bis zu der Parlamentswahl am 3. November 2002 angehörte. Nach dem Rücktritt von Turgut Özal als Vorsitzendem der Mutterlandspartei gehörte er bereits am 16. November 1989 zu den Unterstützern von Mesut Yılmaz bei dessen Kandidatur als neuer Parteivorsitzender. Allerdings unterlag Yılmaz dem kurz zuvor als Nachfolger Özals zum Ministerpräsidenten gewählten Yıldırım Akbulut, wurde aber schließlich am 15. Juni 1991 als dessen Nachfolger zum Parteivorsitzenden gewählt.
Am 23. Juni 1991 wurde Yücelen als Nachfolger von Şükrü Yürür von Ministerpräsident Mesut Yılmaz zum Industrie- und Handelsminister (Sanayi ve Ticaret Bakanı) in die 48. Regierung der Türkei berufen und gehörte dieser bis zum Ende der Amtszeit von Yılmaz am 20. November 1991 an.
Ministerpräsident Yılmaz berief ihn am 30. Juni 1997 auch in die 55. Regierung der Türkei, in der er bis zum 11. Januar 1999 einer der Staatsminister (Devlet Bakanı) war. Während einer Reise nach Mazedonien zog er sich in dieser Zeit bei einem Verkehrsunfall schwere Verletzungen zu und befand sich längere Zeit im Krankenhaus.
In der von Ministerpräsident Bülent Ecevit am 28. Mai 1999 gebildeten 57. Regierung wurde Yücelen wiederum Staatsminister und war als solcher seit dem Rücktritt von Mehmet Ali İrtemçelik am 6. Mai 2000 zuständig für Menschenrechte. Am 6. Juni 2001 wurde er im Rahmen einer Kabinettsumbildung als Nachfolger von Sadettin Tantan Innenminister (İçişleri Bakanı) und behielt diese Funktion bis zu seiner Ablösung durch Muzaffer Ecemiş am 5. August 2002.